# Rinconsauria
Clade
Les Rinconsauria sont un clade éteint de sauropodes titanosauriens géants connus depuis la fin du Crétacé en Argentine.

## Systématique
Rinconsauria a été inventé par Jorge Orlando Calvo (d) et al. (2007) pour inclure leur nouveau titanosaure Muyelensaurus et Rinconsaurus, précédemment décrit. Santucci et Arruda-Campos (2011) ont rattaché Rinconsauria à Aeolosaurini, tout comme Franca et al. (2016) et Silva et al. (2019),,. Cependant, les analyses cladistiques de Gonzalez-Riga et al. (2019) et Mannion et al. (2019) ont trouvé qu'Aeolosaurus était dans une position phylogénétiquement différente de celle des Rinconsauria, avec Rinconsauria comme sœur de Lognkosauria dans le clade Colossosauria,.